# Шармеллек (аэропорт)

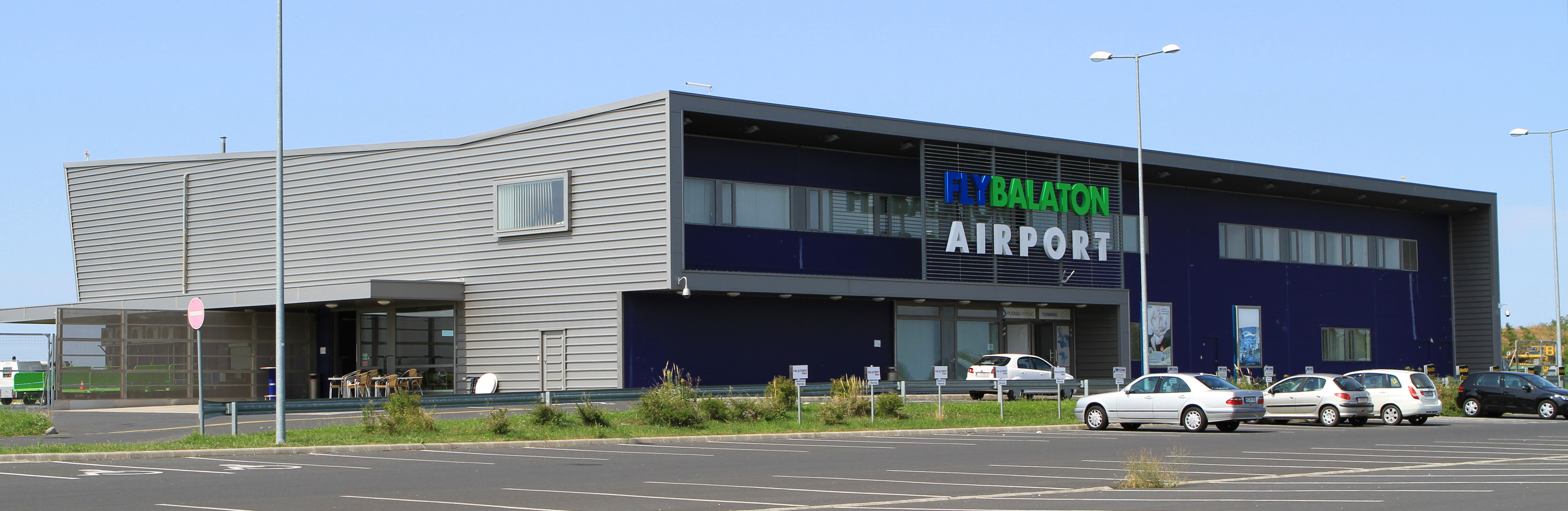
Airport FlyBalaton

Международный аэропорт Шармеллек также известный как аэропорт Балатон (венг. Sármellék Nemzetközi Repülőtér) (ИАТА: SOB, ИКАО: LHSM) расположен около озера Балатон, Венгрия. В 1 км от деревни Шармеллек и 12 км от центра города Кестхей.

## История
Военный аэродром существовал на этом месте уже с 1940-х годов. В 1950-х здесь размещался венгерский военный аэродром. В 1960—1990 годах — советский военный аэродром. Имеющаяся бетонная Взлётно-посадочная полоса длиной 2 500 метров была построена в 1982 году.
В качестве гражданского аэропорт начал работать с 1991 года и 15 мая 2002 года стал вторым международным аэропортом Венгрии после аэропорта Будапешт Ферихедь.
Из-за низкой загруженности авиалайнеров бюджетная ирландская авиакомпания Ryanair прекратила полеты из аэропорта зимой 2008 года. Это вынудило руководство прекратить регулярные рейсы и отправить в неоплачиваемые отпуска 60—70% сотрудников.

## Статистика
| Год  | Пассажиров | Изменения |
| ---- | ---------- | --------- |
| 2004 | 21 077     |           |
| 2005 | 25 932     | +23%      |
| 2006 | 63 627     | +145,34%  |
| 2007 | 105 697    | +66,11%   |
| 2008 | 102 131    | −3,37%    |
| 2009 | 15 075     | −85,23%   |
| 2010 | 14 828     | −1,63%    |
| 2011 | 18 191     | +22,68%   |
| 2012 | 18 831     | +3,51%    |
| 2013 | 25 015     | +32,84%   |
| 2014 | 25 588     | +14,28%   |
| 2015 | 15 748     | -38,45%   |
| 2016 | 17 663     | +12,16%   |
| 2017 | 13 229     | -25,10%   |
| 2018 | 11 466     | -13,33%   |